# Grevillea hilliana
Grevillea hilliana är en tvåhjärtbladig växtart som beskrevs av F. Müll.. Grevillea hilliana ingår i släktet Grevillea och familjen Proteaceae. Inga underarter finns listade i Catalogue of Life.